# Dm-drogerie markt

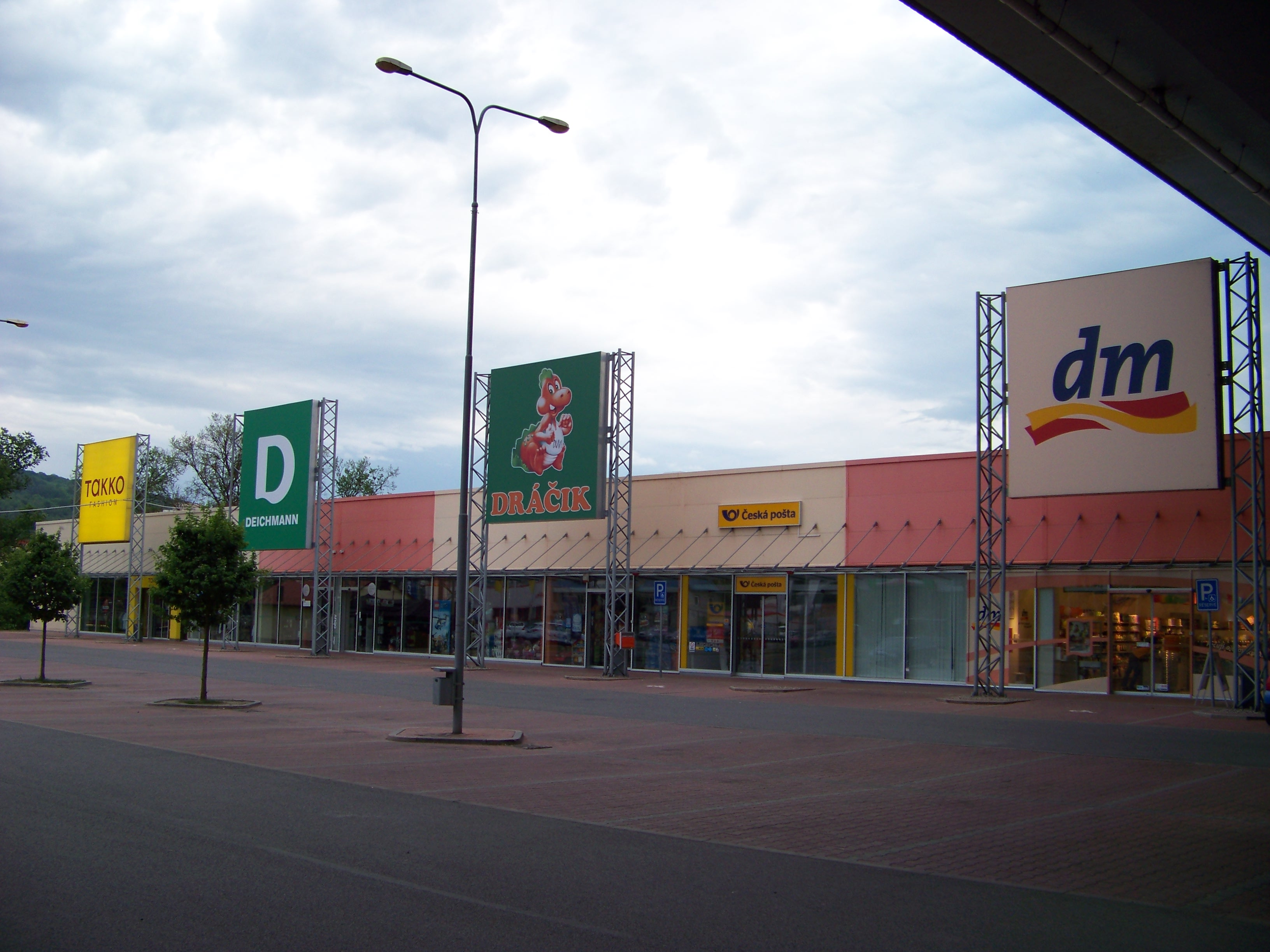
Obchodní zóna v Děčíně při adrese Oblouková 2

Dm-drogerie markt GmbH & Co. KG je německý nadnárodní drogistický řetězec, založený v roce 1973 profesorem Götzem Wolfgangem Wernerem v Karlsruhe. Společnost se v rámci svojí obchodní činnosti opírá o antroposofický koncept, založený rakouským filozofem a esoterikem Rudolfem Steinerem.

## dm-drogerie v České republice
Tato společnost působí také od roku 1993 na českém drogistickém trhu, svojí první pobočku založila v Českých Budějovicích, kde má také svoji centrálu. Její tržby zde dosáhly k roku 2014/2015 více než 7 miliard Kč.
V roce 2016 vešlo také ve veřejnou známost, že ceny za produkty této společnosti jsou v České republice až dvakrát vyšší než v domácím Německu.